# Who Is It (Shooting Stars & Asteroids Mix)
Pour la chanson de Björk, voir Who Is It (chanson de Björk). Pour la chanson de Michael Jackson, voir Who Is It.
Albums de Bogdan Raczynski
Renegade Platinum Mega Dance Attack Party: Don The Plates
(album)
(2003) Alright!
(album)
(2007)
Who Is It (Shooting Stars & Asteroids Mix) est un EP n'existant qu'en vinyle sorti le 21 novembre 2005 chez Rephlex Records. Il s'agit d'un morceau de Björk et de Bogdan Raczynski. Le même titre existe dans une autre version dans l'album Medúlla de Björk.

## Historique
Who Is It (Shooting Stars & Asteroids Mix) est une chanson incluse dans l'album Medúlla sorti en 2004 sous le nom de Who Is It (Carry My Joy On The Left, Carry My Pain On The Right). Mais en réalité, la première version de cette chanson a été écrite et enregistrée quatre ans plus tôt. L'idée était de l'inclure dans l'album Vespertine en 2001, mais elle s'est avérée ne pas être adaptée à l'ambiance de cet album. Elle a été mise en attente pour l'inclure sous une nouvelle forme dans un futur album de Björk.
Cette première version a été créée avec Bogdan Raczynski, et avec comme titre Embrace Fortress. Finalement, cette version de ce titre a, par la suite, été commercialisée sous forme de vinyle aux deux faces différentes (un côté de 33 tours et l'autre de 45 tours) chez Rephlex Records, à tirage limité.
Quant à la version retenue par Björk dans son sixième album studio, Medúlla, elle a reçu un bon accueil critique. Michael Paoletta du magazine Billboard a qualifié la chanson d'exubérante, tandis que John Mulvey de Yahoo Launch l'a trouvée euphorique. John Lewis de Time Out en a salué la ligne mélodique. Spence D. d'IGN Music affirme que malgré l'intro « étrangement obsédante », la chanson est la plus « directe et accessible » de l'album. Jennifer Vineyard de MTV News partage un sentiment similaire.

## Liste des morceaux du vinyle de Rephlex Records
| A.    | Who Is It (Shooting Stars & Asteroids Mix) (45 tours ; face : www.indian.co.uk/bjork)  | 5:21 |
| AA.   | Who Is It (Shooting Stars & Asteroids Mix) (33 tours ; face : www.bogdanraczynski.com) | 5:21 |
| 10:42 |                                                                                        |      |

## Fiche
- Label : Rephlex Records
- Catalogue : CAT 174 EP
- Format : 12" (Vinyle)
- Pays :  Royaume-Uni
- Date de sortie : 21 novembre 2005
- Genre : Musique électronique
- Style : IDM, Drum'n'Bass
- Crédits : Production - Björk, Bogdan Raczynski ; Voix et textes - Björk / Musique - Bogdan Raczynski